# Политички систем Аустралије
Аустралија је уставна монархија са парламентарним системом власти. Краљ Чарлс III је аустралијски монарх, а његова улога се разликује од позиције коју има у осталим крунским земљама Комонвелта.
На савезном нивоу краља представља генерални гувернер Аустралије, док се гувернери нижег ранга налазе на челу држава чланица. Иако устав даје широка овлашћења генералном гувернеру, он их користи само на приједлог премијера. Најпознатији случај употребе ових овлашћења мимо сагласности премијера било је распуштање Витламове владе током уставне кризе из 1975.
Систем поделе власти у Аустралији чине:
- Законодавна власт: Парламент Аустралије, који чине краљ, Сенат и Представнички дом; краља представља генерални гувернер Аустралије, чије су моћи сведене на потврђивање закона.

- Извршна власт: Савезно извршно веће Аустралије, на чијем се челу налази генерални гувернер, ког „саветују“ извршни саветници; у пракси, они који стварно саветују гувернера су премијер и државни министри.

- Судска власт: Високи суд Аустралије и други савезни судови. Усвајањем Аустралијског акта 1986, државни судови су постали формално независни од британског Судског комитета Државног савета.

Дводомни парламент чине краљ, Сенат (горњи дом) са 76 сенатора, и Представнички дом (доњи дом) са 150 чланова. Чланови доњег дома бирају се на изборима, у оквиру посебних изборних јединица, тзв. електората, који дају по једног представника. Број делегата из сваке државе одређен је на основу броја становника, при чему је свакој држави загарантован минимум од пет представника. У Сенату, сваку државу представља 12 сенатора, а територије (Аустралијску Престоничку и Северну) по два. Избори за оба дома одржавају се на сваке три године; мандат сенатора траје шест година, па се на сваким изборима бира половина горњег дома, осим у случају тзв. двоструког распуштања. За разлику од већина парламентарних система, гласање је обавезно, а неизлазак на изборе се третира као савезни прекршај са новчаном казном. Странка са највећим бројем представника и Представничком дому формира владу, а њен лидер постаје премијер.
Три највеће политичке партије су Аустралијска лабуристичка партија, Либерална странка и Национална странка. Неколико малих партија, укључујући и Зелене и аустралијске демократе, имају своје представнике у парламенту, као и неколико независних кандидата. Од избора 2007, Аустралијска радничка партија коју тренутно предводи премијерка Џулија Гилард, налази се на власти у Канбери. Радничка партија је на власти у свакој држави и територији. Гласачко право, на нивоу територија, држава и федерације, имају сви пунолетни грађани (преко 18 година старости), а гласање је обавезно у свим јединицама, изузев у Јужној Аустралији.